# Neofusulinella
Neofusulinella es un género de foraminífero bentónico de la subfamilia Schubertellinae, de la familia Schubertellidae, de la superfamilia Fusulinoidea, del suborden Fusulinina y del orden Fusulinida. Su especie tipo es Neofusulinella praecursor. Su rango cronoestratigráfico abarca el Moscoviense inferior (Carbonífero superior).

## Discusión
Clasificaciones más recientes incluyen Neofusulinella en la superfamilia Schubertelloidea, y en la subclase Fusulinana de la clase Fusulinata.

## Clasificación
Neofusulinella incluye a las siguientes especies:
- Neofusulinella bellatula †
- Neofusulinella brevis †
- Neofusulinella callosa †
- Neofusulinella chuanshanensis †
  - Neofusulinella chuanshanensis var. ellipsoides †
- Neofusulinella colanii †
- Neofusulinella crassispira †
- Neofusulinella erromera †
- Neofusulinella extumida †
- Neofusulinella kobrigensis †
- Neofusulinella lantenoisi †
- Neofusulinella magna †
- Neofusulinella montis †
- Neofusulinella nana †
- Neofusulinella occidentalis †
- Neofusulinella oodes †
- Neofusulinella parva †
  - Neofusulinella parva var. convoluta †
- Neofusulinella phairayensis †
- Neofusulinella praecursor †
- Neofusulinella praesimplex †
- Neofusulinella protuberans †
- Neofusulinella pseudobocki †
  - Neofusulinella pseudobocki fluxa †
- Neofusulinella pseudophairaensis †
- Neofusulinella pusilla †
- Neofusulinella rhomboides †
- Neofusulinella saraburinensis
- Neofusulinella subrhumboides †

En Neofusulinella se han considerado los siguientes subgéneros:
- Neofusulinella (Schubertella), aceptado como género Schubertella
- Neofusulinella (Profusulinella), aceptado como género Profusulinella